# Jakub Mądrzyk
Jakub Mądrzyk (Częstochowa, 4 dicembre 2003) è un calciatore polacco, portiere del Raków Częstochowa.

## Carriera
Cresciuto nel settore giovanile del Raków Częstochowa, il 5 luglio 2022 firma un rinnovo biennale con il club rossoblù e il 14 luglio viene ceduto in prestito allo Stomil Olsztyn. Il 3 luglio 2023 viene ceduto, sempre a titolo temporaneo, al Miedź Legnica; il 28 giugno 2024 prolunga fino al 2026 e viene contestualmente ceduto in prestito allo Stal Mielec, con cui disputa una stagione da titolare in Ekstraklasa, conclusa tuttavia con la retrocessione.

## Statistiche

### Presenze e reti nei club
Statistiche aggiornate al 24 luglio 2025.
| Stagione                 | Squadra                  | Campionato               | Campionato | Campionato | Coppe nazionali | Coppe nazionali | Coppe nazionali | Coppe continentali | Coppe continentali | Coppe continentali | Altre coppe | Altre coppe | Altre coppe | Totale | Totale | Totale |
| Stagione                 | Squadra                  | Comp                     | Pres       | Reti       | Comp            | Pres            | Reti            | Comp               | Pres               | Reti               | Comp        | Pres        | Reti        | Pres   | Reti   |        |
| ------------------------ | ------------------------ | ------------------------ | ---------- | ---------- | --------------- | --------------- | --------------- | ------------------ | ------------------ | ------------------ | ----------- | ----------- | ----------- | ------ | ------ | ------ |
| 2021-2022                | Raków Częstochowa        | EK                       | 0          | 0          | CP              | 0               | 0               | -                  | -                  | -                  | -           | -           | -           | 0      | 0      |        |
| 2022-2023                | Stomil Olsztyn           | IIL                      | 34+2       | -32 + -2   | CP              | 0               | 0               | -                  | -                  | -                  | -           | -           | -           | 36     | -34    |        |
| 2023-2024                | Miedź Legnica            | IL                       | 34         | -36        | CP              | 1               | -2              | -                  | -                  | -                  | -           | -           | -           | 35     | -38    |        |
| 2024-2025                | Stal Mielec              | EK                       | 29         | -49        | CP              | 1               | -1              | -                  | -                  | -                  | -           | -           | -           | 30     | -50    |        |
| 2025-2026                | Raków Częstochowa        | EK                       | 0          | 0          | CP              | 0               | 0               | UCoL               | 0                  | 0                  | -           | -           | -           | 0      | 0      |        |
| Totale Raków Częstochowa | Totale Raków Częstochowa | Totale Raków Częstochowa | 0          | 0          |                 | 0               | 0               |                    | 0                  | 0                  |             | -           | -           | 0      | 0      |        |
| Totale carriera          | Totale carriera          | Totale carriera          | 97+2       | -117 + -2  |                 | 2               | -3              |                    | 0                  | 0                  |             | -           | -           | 101    | -122   |        |

## Palmarès

### Club

#### Competizioni nazionali
- Coppa di Polonia: 1

Raków Częstochowa: 2021-2022